# Acroscyphus
Acroscyphus — рід грибів родини Caliciaceae. Назва вперше опублікована 1846 року.

## Класифікація
До роду Acroscyphus відносять 1 вид:
- Acroscyphus sphaerophoroides